# ويل باور
ويل باور (بالإنجليزية: Will Power)‏ مواليد 1 مارس 1981 في توومبا، كوينزلاند، أستراليا، هو سائق فورملا 1 أسترالي.

## سباقات شارك فيها
- البطولة الأمريكية لسباق السيارات
- بطولة فورمولا 3 البريطانية
- سلسلة إندي كار
- إنديانابوليس 500

## وصلات خارجية
- ويل باور على موقع IMDb (الإنجليزية)
- ويل باور على موقع Racing-Reference.info (الإنجليزية)
- ويل باور على موقع DriverDB.com (الإنجليزية)

- الموقع الرسمي